# Take That
Take That är ett brittiskt popband bildat i Manchester i England 1989. Bandet hade sin första storhetstid på 1990-talet åren 1992–1996. Efter att ha splittrats 1996 och tagit en paus på nästan tio år gjorde bandet comeback 2005. Idag är bandet ett av Storbritanniens största liveband och deras comeback 2005 anses vara en av Europas mest framgångsrika. Take Thats turnéer The Circus (2009) och Progress  (2011) är två av de största och mest sålda turnéerna i Storbritanniens historia.
Bandet har i efterhand ofta klassats som ett pojkband, även om det begreppet ännu inte existerade under början av 1990-talet när bandet först slog igenom. Till skillnad från många andra pojkband har Take That alltid skrivit sina egna låtar och bandmedlemmarna kan spela instrument, även om de inte alltid gör det på scen. Take That utmärker sig också från andra pojkband med sin breakdansinspirerade, och på 1990-talet ofta akrobatiska, danskoreografi. Breakdanstemat härstammar från att tre av bandmedlemmarna - Jason Orange, Howard Donald och Mark Owen - alla har ett förflutet som breakdansare. På 1990-talet gjorde Orange och Donald även all koreografi till bandet. 

## Historia

### Bildandet
Take That bildades 1989 då managern Nigel Martin-Smith ville skapa Storbritanniens svar på New Kids on the Block, som hade varit framgångsrika i USA. Martin-Smith ägde vid tidpunkten en modellagentur och letade igenom sina rullor för att hitta lämpliga kandidater att bjuda in till en audition. Samtidigt hade Gary Barlow hyrt den professionelle fotografen Michael Braham som visade sig vara en gammal vän till Martin-Smith och kände till hans planer att bilda ett band. Braham gav Martin-Smiths privata mobiltelefonnummer till Barlow, vars låtskrivande imponerade på Martin-Smith.
Howard Donald ansågs vid 22 års ålder för gammal, men provsjöng tillräckligt väl för att få en plats ändå. Donald rekommenderade då en breakdansare vid namn Jason Orange. Mark Owen och Robbie Williams möttes först på auditiondagen och fick också var sin plats i gruppen.
Nigel Martin-Smith ville ursprungligen kalla gruppen Kick It, men ingen i gruppen gillade det namnet och gruppen kom att kallas Take That.

### 1995
Robbie Williams lämnade bandet i juli 1995, precis innan bandet skulle ge sig ut på The Nobody Else Tour. I efterhand har Williams berättat att han hade utvecklat alkoholproblem och var trött på att bli styrd av bandets manager. Övriga bandmedlemmar genomförde turnén som planerat utan Robbie Williams. 

### 1996
Bandet meddelade på en presskonferens i februari 1996 att de skulle splittras och gå skilda vägar. Telefonhjälplinjer upprättades i Storbritannien för förtvivlade tonåringar.

### 2005
Inför att skrivbolaget skulle släppa samlingsskivan Never Forget – The Ultimate Collection, tio år efter splittringen, övertalades samtliga bandmedlemmar att ställa upp i en dokumentär om bandet. Dokumentären Take That: For the Record blev en stor TV-succé och ledde till att bandet fick förfrågningar om att släppa nytt material och göra en ny turné. Efter viss övertalning ställde bandet upp på att genomföra elva stadiumkonserter runt om i Storbritannien. Biljetterna sålde slut på 30 minuter och antalet konserter fick dubbleras.

### 2006
2006 släppte Take That nytt material för första gången på tio år med albumet Beautiful World. Albumet följdes upp med turnén The Beautiful World Tour.

### 2008–2009
Take That släppte albumet The Circus i december 2008 och sommaren 2009 slog turnén Take That Present: The Circus Live rekord genom att bli den snabbast sålda turnén i Storbritanniens historia. Alla biljetter såldes ut på mindre än fyra och en halv timme och extrakonserter fick sättas in. Turnén sågs av sammanlagt över en miljon människor och sålde ut fyra kvällar på Wembley Stadium.

### 2010–2011
I oktober 2010 bekräftade Take That på en presskonferens att Robbie Williams var tillbaka i bandet. Williams medverkade på albumet Progress, som släpptes i november 2010, och deltog även på Take Thats turné med samma namn som startade i maj 2011. Spelningar genomfördes i London, Birmingham, Glasgow, Cardiff, Manchester och Sunderland i Storbritannien, Dublin på Irland, Amsterdam i Nederländerna, Milano i Italien och Hamburg, Düsseldorf och München i Tyskland samt Köpenhamn i Danmark. Turnén sålde ut åtta kvällar på Wembley Stadium. 
I slutet av 2011 bekräftade Gary Barlow att Williams hade lämnat bandet för andra gången för att fokusera på sin solokarriär. Den här gången skildes dock alla som vänner och Williams var välkommen att åter komma med i Take That i framtiden. 

### 2012
Take That uppträdde på OS-avslutningsceremonin i London. Bandet framförde låten Rule the World.

### 2014
2014 lämnade Jason Orange bandet. I ett pressmeddelande meddelade Orange att han inte var osams med någon av bandmedlemmarna, utan han lämnade eftersom han inte längre ville jobba med musik, bli igenkänd offentligt eller vara popstjärna. Orange har sedan dess hållit sig undan offentligheten.

### 2015–2017
Take That nylanserade sig som trio 2015 med albumet III. III följdes upp med albumet Wonderland (2017) och två utsålda turnéer. 

### 2018
Bandet återförenades med Robbie Williams för premiären av Take That-musikalen The Band i Londons West End i december 2018. Musikalen, skriven av Tim Firth, innehåller Take Thats låtar och berättar historien om fyra kvinnor som var bästa vänner som tonåringar och stora fans av "The Band". Efter att ha förlorat kontakten återförenas de fyra kvinnorna 25 år senare för att uppfylla sin dröm om att se "The Band" uppträda live. 

### 2019
Take That firade 30-årsjubileum med att släppa samlingsskivan Odyssey, innehållandes nya versioner av deras största hits genom tiderna.  

### 2023
Take That uppträdde som huvudnummer på Kung Charles III:s kröningskonsert på Windsor Castle den 7 maj.
Filmatiseringen av Take That-musikalen The Band, nu under namnet Greatest Days, hade premiär i Europa sommaren 2023. Barlow, Donald och Owen har cameos i filmen som gatumusiker.
Bandet släppte sitt nionde studioalbum, This Life, i november 2023. Skivan gick rakt in på en förstaplats på Storbritanniens albumlista och var det mest sålda albumet i Storbritannien under 2023. 

## Medlemmar
Nuvarande medlemmar
- Gary Barlow (1989–1996, 2005–nu)
- Mark Owen (1989–1996, 2005–nu)
- Howard Donald (1989–1996, 2005–nu)

### Tidigare
- Robbie Williams (1989–1995, 2010–2011)[16]
- Jason Orange (1989–1996, 2005–2014)[17]

Tidslinje

## Diskografi

### Album
- Take That and Party (1992)
- Everything Changes (1993)
- Nobody Else (1995)
- Greatest Hits (1996)
- Never Forget – The Ultimate Collection (2005)
- Beautiful World (2006)
- The Circus (2008)
- Progress (2010)
- Progressed (2011)
- III (2014)
- Wonderland (2017)
- Odyssey (2018)
- This Life (2023)

### Singlar
Några av singlarna som nått hitstatus är "Rule the World", "Back For Good", "Pray" och Bee Gees-covern "How Deep Is Your Love".

- "Do What You Like" (1991)
- "Promises" (1991)
- "Once You've Tasted Love" (1991)
- "It Only Takes a Minute" (1992)
- "I Found Heaven" (1992)
- "A Million Love Songs"(1992)
- "Could It Be Magic" (1992)
- "Why Can't I Wake Up with You" (1993)
- "Pray" (1993)
- "Relight My Fire" (med Lulu) (1993)
- "Babe" (1993)
- "Everything Changes" (1994)
- "Love Ain't Here Anymore" (1994)
- "Sure" (1994)
- "Back for Good" (1995)
- "Never Forget" (1995)
- "How Deep is Your Love" (1996)
- "Patience" (2006)
- "Shine" (2007)
- "I'd Wait For Life" (2007)
- "Rule The World" (2007)
- "Greatest Day" (2008)
- "Up All Night" (2009)
- "The Garden" (2009)
- "Said It All" (2009)
- "The Flood" (2010)
- "Kidz" (2011)
- "Happy Now" (2011)
- "Love Love" (2011)
- "When We Were Young" (2011)
- "These Days" (2014)
- "Let in the Sun" (2015)
- "Higher Than Higher" (2015)
- "Hey Boy" (2015)
- "Giants" (2017)
- "New Day" (2017)
- "Pray - Odyssey version" (2018)
- "Out of Our Heads" (2018)
- "Windows" (2023)
- "Brand New Sun" (2023)
- "This Life" (2023)
- "You And Me" (2024)